# Cuatro
«Cuatro» (Ква́тро, «Четыре») — испанский частный телеканал общенационального эфирного вещания. Управляется группой Mediaset España Comunicación, которая, в свою очередь, принадлежит акционерам итальянской компании Mediaset (41,55%). Ориентирован на молодую аудиторию..